# Rolando Aarons
 Rolando Aarons (Kingston, 16 de noviembre de 1995) es un futbolista jamaicano. Juega de centrocampista y se encuentra sin equipo tras abandonar el N. K. Celje.

## Selección nacional
El 7 de junio de 2022 debutó con la selección de Jamaica en un partido de la Liga de Naciones de la Concacaf 2022-23 ante Surinam que ganaron por tres a uno.

## Clubes
| Club                               | País            | Año       |
| ---------------------------------- | --------------- | --------- |
| Newcastle United F. C.             | Inglaterra      | 2014-2021 |
| Hellas Verona (cedido)             | Italia          | 2018      |
| F. C. Slovan Liberec (cedido)      | República Checa | 2018      |
| Sheffield Wednesday F. C. (cedido) | Inglaterra      | 2019      |
| Wycombe Wanderers F. C. (cedido)   | Inglaterra      | 2019-2020 |
| Motherwell F. C. (cedido)          | Escocia         | 2020      |
| Huddersfield Town A. F. C.         | Inglaterra      | 2021-2023 |
| Motherwell F. C. (cedido)          | Escocia         | 2022-2023 |
| N. K. Celje                        | Eslovenia       | 2024      |

## Palmarés

### Títulos nacionales
| Título                    | Club        | País      | Año  |
| ------------------------- | ----------- | --------- | ---- |
| Primera Liga de Eslovenia | N. K. Celje | Eslovenia | 2024 |